# Frauen-Täubling
Der (Violettgrüne) Frauen-Täubling (Russula cyanoxantha) ist eine Pilzart aus der Familie der Täublingsverwandten. Er ist gekennzeichnet durch seinen großen, violetten bis grünen und radialadrigen Hut, sein mild schmeckendes Fleisch, den dicken Stiel und seine fast negative Eisensulfatreaktion. Besonders charakteristisch im Vergleich zu den meisten verwandten Arten sind die auffallend biegsamen, sich fettig anfühlenden Lamellen. Der europaweit häufige Täubling kommt sowohl in Laub- als auch in Nadelwäldern vor, die Fruchtkörper des beliebten Speisepilzes erscheinen zwischen Juni und Anfang November.
Als Pilz des Jahres 1997 erhielt der Frauen-Täubling eine besondere Beachtung.

## Merkmale

### Makroskopische Merkmale

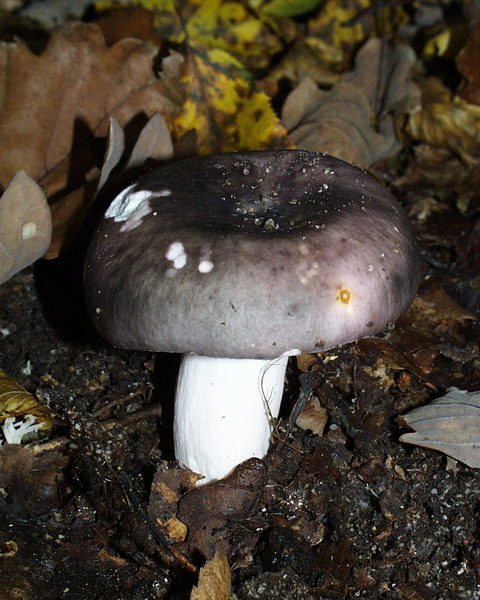
Frauen-Täubling, violette Variante

Der fleischige Hut ist jung halbkugelig, dann flach ausgebreitet und im Alter fast trichterförmig vertieft. Er erreicht einen Durchmesser von 6 bis 15 cm. Die Oberseite ist bei jungen Exemplaren oft schiefergrau getönt. Später setzt sich die Farbe aus violetten und grünen Anteilen zusammen, von denen jeweils eine Farbe bis zur Einfarbigkeit dominieren kann. Der Rand ist oft violettpurpurn gefärbt. Die Mitte weist häufig dunkelgrüne Töne auf, kann aber auch verblassen. Von der Mitte zum Rand verlaufen radiale Fasern. Die Oberfläche ist kahl, lange schmierig und bei feuchter Witterung glänzend. Der Rand ist scharf ausgeprägt und bei älteren Exemplaren gerieft. Die Huthaut ist bis zu einem Drittel abziehbar.
Die Lamellen sind weiß. Sie stehen mehr oder weniger dicht gedrängt und sind meist relativ dünn. Anders als bei den meisten Täublingen sind sie recht weich und biegsam, weshalb sie beim Darüberstreichen nicht brechen und sich miteinander verschmieren lassen. Im Längsschnitt sind die Lamellen relativ schmal und verschmälern sich sowohl zum Stiel als auch zum Rand hin. Sie sind häufig gegabelt und unterschiedlich lang. Am Stiel sind sie breit angewachsen oder laufen ein wenig daran herab. Das Sporenpulver ist rein weiß.
Der große, kräftige Stiel ist weiß, in seltenen Fällen auch lila oder rötlich behaucht. Er ist zylindrisch und stämmig gebaut und wird zwischen 5 und 10 cm lang und 1,5 bis 2,5 cm dick. Zur Basis hin ist er zugespitzt. Das Stielfleisch ist bei jungen Exemplaren vollfleischig und fest und wird im Alter oft schwammig oder hohlkammerig.
Das Fleisch ist weiß, unter der Huthaut jedoch violettlich-purpurn. Es ist geruchlos, schmeckt mild und wirkt fast käsig. Ein wichtiges Merkmal ist die Eisensulfatreaktion, die beim Frauen-Täubling negativ ist. In seltenen Fällen kann sich das Stielfleisch mit Eisensulfat auch blass grau- bis olivgrünlich verfärben. Mit Guajak reagiert das Fleisch nach etwa 50 Sekunden schwach, dann intensiv blaugrün. Die Huthaut reagiert mit Natriumhydroxid bräunlich und mit Schwefelsäure grüngelblich.

### Mikroskopische Merkmale
Die rundlichen bis länglichen Sporen sind 6,8 bis 8,5 µm lang und 6,0 bis 7,5 µm breit. Der Q-Wert (Länge/Breite) beträgt 1,1 bis 1,2. Das Sporenornament besteht aus zahlreichen, bis zu 0,5 µm hohen Warzen, die nur spärlich und undeutlich durch feine Adern miteinander verbunden sind.
Die Basidien sind keulig und 45 bis 55 µm lang und 9 bis 10 µm breit und tragen je vier Sterigmen. Die Cheilozystiden auf der Lamellenschneide sind spindelförmig bis zylindrisch, 30 bis 55 µm lang und 4 bis 6 µm breit. An der Spitze tragen sie teilweise ein kleines Anhängsel. Die 27 bis 85 µm langen und 3 bis 6 µm breiten Pleurozystiden auf der Lamellenfläche sehen ähnlich aus. Alle Zystiden sind recht zahlreich und färben sich mit Sulfobenzaldehyd schwach grauschwarz und mit Sulfovanillin etwas blau an.
Die Huthaut enthält zylindrische, teilweise septierte und verzweigte haarartige, 2 bis 5 µm breite Hyphenzellen (Haare). Dazwischen sind 2 bis 3,5 µm breite Pileozystiden eingestreut, die sich in Sulfobenzaldehyd schwach grauschwarz anfärben. Die Hyphenwände sind gelatinisiert.

## Artabgrenzung
Von ähnlichen Arten wie dem Papageien-Täubling (Russula ionochlora) oder dem Blaugrünen Reiftäubling (Russula parazurea) ist der Frauen-Täubling am einfachsten durch die biegsamen, nicht splitternden Lamellen zu unterscheiden. Die genannten Arten sind zudem etwas kleiner als der Frauen-Täubling und besitzen kein rein weißes Sporenpulver. Grünliche Formen können leicht mit dem Grünen Speisetäubling (Russula heterophylla) verwechselt werden. Bei diesem verfärbt sich das Stielfleisch mit Eisensulfat meist deutlich rosa, außerdem sind die Sporen des Grünen Speisetäubling kleiner.
Die grünlich risshütigen Variationen können leicht mit dem Grüngefelderten Täubling (Russula virescens) verwechselt werden, dessen Fleisch sich mit Eisensulfat rosaorange verfärbt und dessen Huthaut zu einem großen Teil aus kugeligen Zellen besteht. Auch der Gelbe Graustiel-Täubling (Russula claroflava) kann gelblichen Formen des Frauen-Täublings sehr ähnlich werden. Sein Fleisch verfärbt sich im Alter grau, seine Lamellen sind brüchig und sein Sporenpulver ist dunkel creme- bis blass ockerfarben.

## Ökologie
Der Frauen-Täubling ist meist in Wäldern mit Rotbuchen und Eichen zu finden. Dazu zählen vor allem Rotbuchen- und Weißtannen-Mischwälder, insbesondere Waldmeister-Rotbuchenwälder. Daneben ist er in Tannen-Buchen- und Tannen- sowie in Hainsimsen-Buchenwäldern anzutreffen. Unter den Eichenwäldern ist der Pilz besonders im Sternmieren-Eichen-Hainbuchenwald zu finden. Darüber hinaus wächst er auch in Fichten-Tannen- und Fichtenwäldern sowie in Parks und Gärten.
Der Täubling besiedelt vor allem frische, mittelgründige, lockere Böden, die schwach sauer bis schwach alkalisch, nicht zu basenarm, aber calciumarm sind. Er ist dagegen selten auf längere Zeit trockenem oder staunassem, verdichtetem und nährstoffreichem, vor allem stark stickstoffhaltigem Untergrund zu finden.
Der Frauen-Täubling ist ein Mykorrhiza-Pilz, der mit verschiedenen Laub- und Nadelbäumen vergesellschaftet ist. Meist ist er unter Rotbuchen, aber auch bei Fichten und Eichen anzutreffen. Die Fruchtkörper erscheinen zwischen Juni und Anfang November. Einzelne Exemplare erscheinen bereits Mitte April.
Frauen-Täublinge werden häufig von Larven der Gattung Drosophila bewohnt. So wurde beobachtet, wie Drosophila phalerata und Drosophila cameraria ihre Eier gezielt in die Hutoberfläche ablegen.

## Verbreitung

Vorkommen des Frauen-Täublings in Europa
Legende:
Fundmeldungen
Keine Nachweise
keine Daten

Der Frauen-Täubling ist in der Holarktis, also fast auf der ganzen nördlichen Erdhemisphäre verbreitet. So ist er in Mittel- und Nordamerika (USA, Mexiko, Costa Rica), Nordafrika (Marokko, Algerien, Tunesien), auf den Kanarischen Inseln, in Asien (Kaukasus, Russland, Korea, Japan, Taiwan) und Europa zu finden. Sein Verbreitungsgebiet ist meridional bis subboreal. Daher kann man ihn vom Mittelmeergebiet bis in die nördlich bis nordöstlichen Nadelwaldgebiete finden.
In Europa ist der Pilz im gesamten Laubwaldgebiet, aber auch in den Fichtenbeständen anzutreffen. Das Gebiet reicht von Spanien, den Balearen, Italien, Serbien, Ungarn und Rumänien im Süden bis zu den Hebriden und dem mittleren Fennoskandinavien im Norden sowie ostwärts über Polen und Belarus bis Russland.
In Deutschland ist der Frauen-Täubling von den Küsten bis in die Alpen weit verbreitet und häufig. Es zeigen sich nur wenige größere Lücken. Auch in Österreich zählt der Frauen-Täubling zu den häufigsten Pilzarten.

## Systematik und Taxonomie

### Infragenerische Systematik
Der Frauen-Täubling wird von Bon und Romagnesi in die Untersektion Indolentinae gestellt, die ihrerseits in der Sektion Heterophyllae steht. Die Vertreter der Untersektion zeichnen sich durch ihren milden Geschmack, das weiße Sporenpulver und die negative Eisensulfatreaktion aus. Typisch sind die weichen, sich fettig anfühlenden Lamellen, die auf Fingerdruck hin nicht brechen.

### Varietäten und Formen
Man unterscheidet eine Russula cyanoxantha var. cutefracta, die eine dunkel olivgrünen und in der Mitte lila-violettlich fleckenden Hut besitzt. Der Hutrand ist kleinfelderig marmoriert, jedoch nicht rissig. Weiterhin sind die Warzen auf den Sporen konisch geformt und die Reaktion mit Guajak verläuft nach etwa 20 Sekunden schwach, dann intensiv blaugrün. Weitere Varietäten sind Russula cyanoxantha var. flavoviridis mit einem einheitlich zitronengelb gefärbten Hut und Russula cyanoxantha var. variata mit scharf schmeckendem Fleisch und einem unangenehmen Geruch.
Weitere Varietäten wie Russula cyanoxantha var. peltereaui oder Russula cyanoxantha var. atroviolacea erscheinen nicht gerechtfertigt und gehören offenbar zur Variationsbreite der Typusart.

## Bedeutung
Der Frauen-Täubling ist essbar und gilt als guter Speisepilz. Darüber hinaus war er Pilz des Jahres 1997.

## Etymologie
Der Benennung als Frauen-Täubling leitet sich wohl von beobachteten Attributen wie „weich“ und „nachgiebig“ (wegen der für Täublinge untypisch weichen, nachgiebigen Lamellen) her, die dem in patriarchalen, westlichen Kulturkreisen geprägten Weiblichkeits-Bild zugeschrieben werden. Im Italienischen wird der Täubling colombina „Täubchen“ genannt, ein Frauenname, der vor allem durch die gleichnamige Figur aus der Commedia dell’arte bekannt ist.
Das wissenschaftliche Artattribut (Epitheton) cyanoxantha leitet sich ab von den altgriechischen Adjektiven κυανός „blaugrün“ oder „cyan“ und ζανθός „gelb“.